# کورنیش دوحه

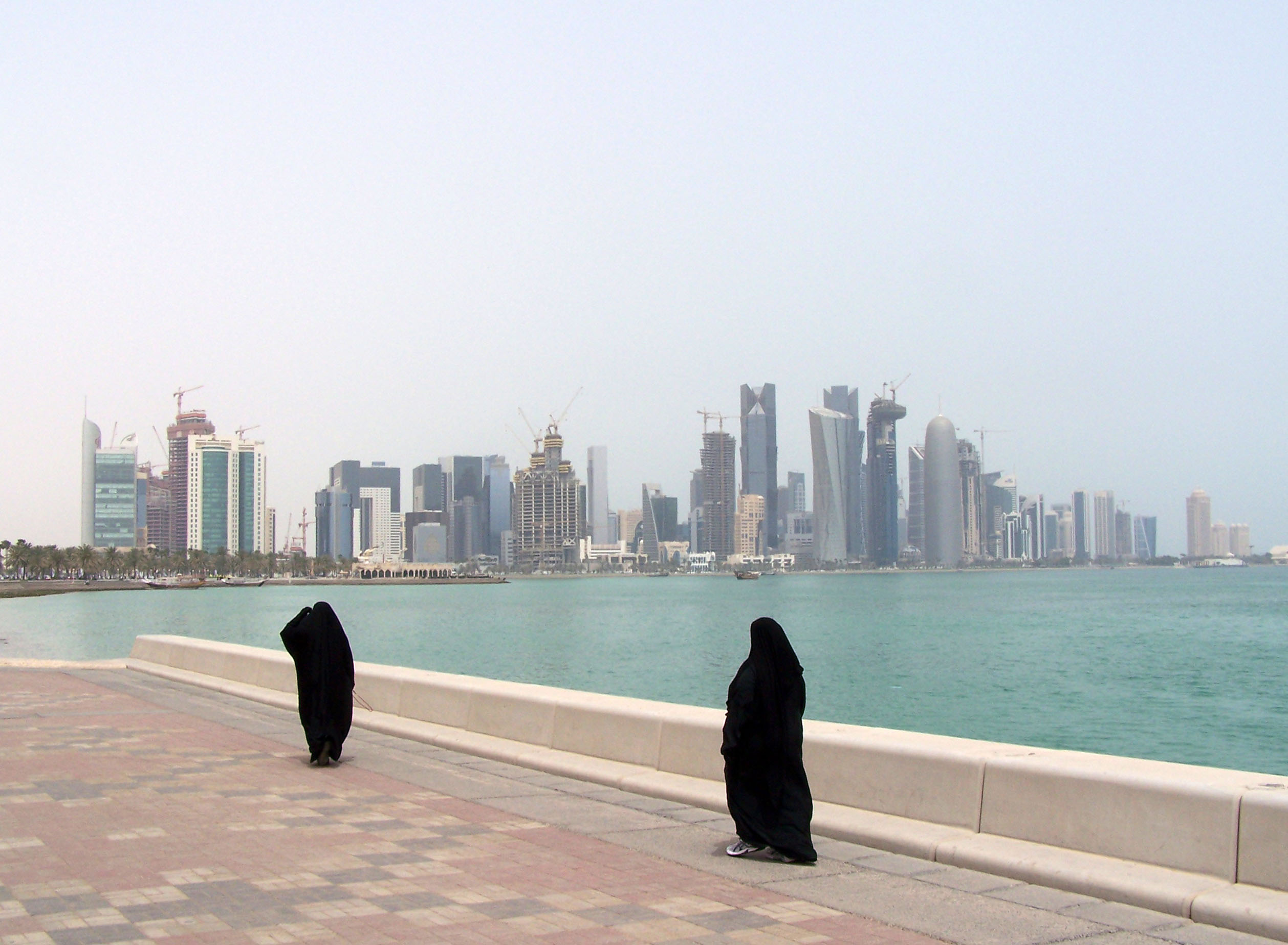
زنان در حال قدم‌زنی در کرنیش دوحه به همراه خط‌افق دوحه در پس زمینه

کُرنیش دوحه (عربی: كورنيش الدوحة) (به انگلیسی: Doha Corniche) یک تفرجگاه ساحلی به طول ۷ کیلومتر در امتداد خلیج دوحه، در پایتخت قطر و در دوحه قرار دارد. جشن‌های سالانه تعطیلات از جمله روز ملی قطر و روز ملی ورزش در کُرنیش دوحه برگزار می‌شود. این مکان از جاذبه‌های توریستی و تفریحی محبوب در قطر است.

## نگارخانه

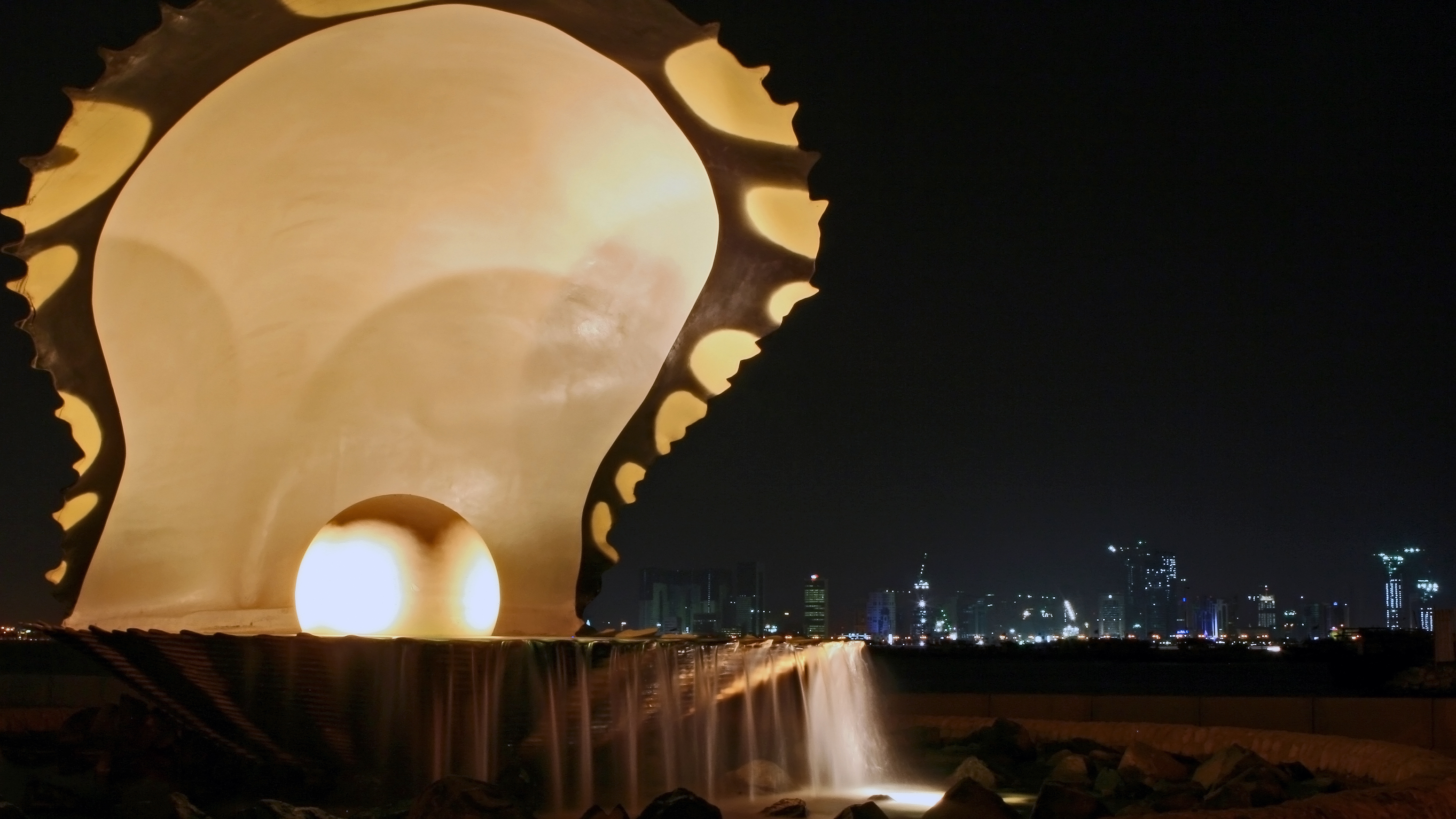
بنای یادبود مروارید،  نشان‌دهندهٔ تجارت تاریخی مروارید و شکار مروارید در خلیج دوحه
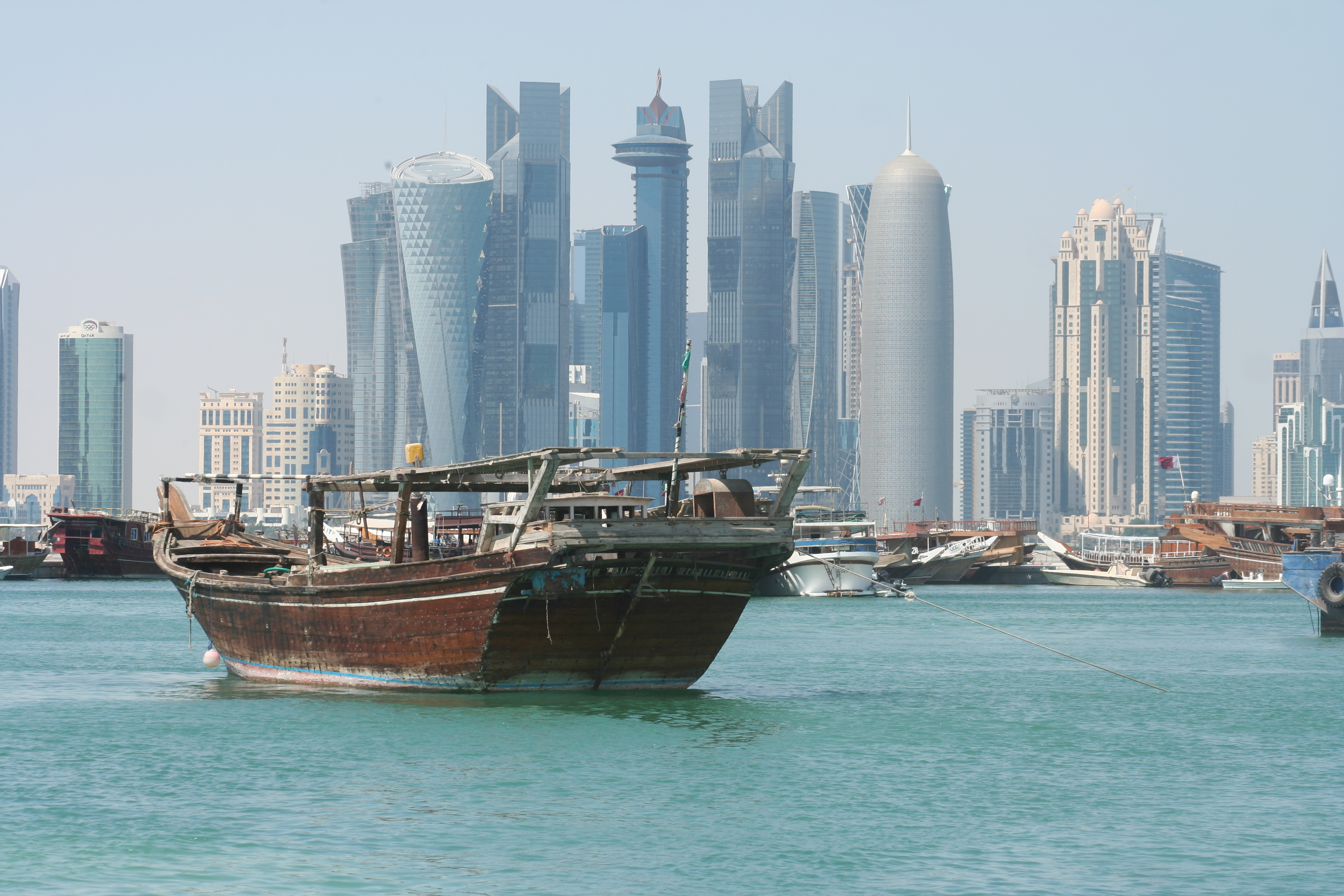
نمایی از خط‌افق خلیج غربی از کرنیش دوحه
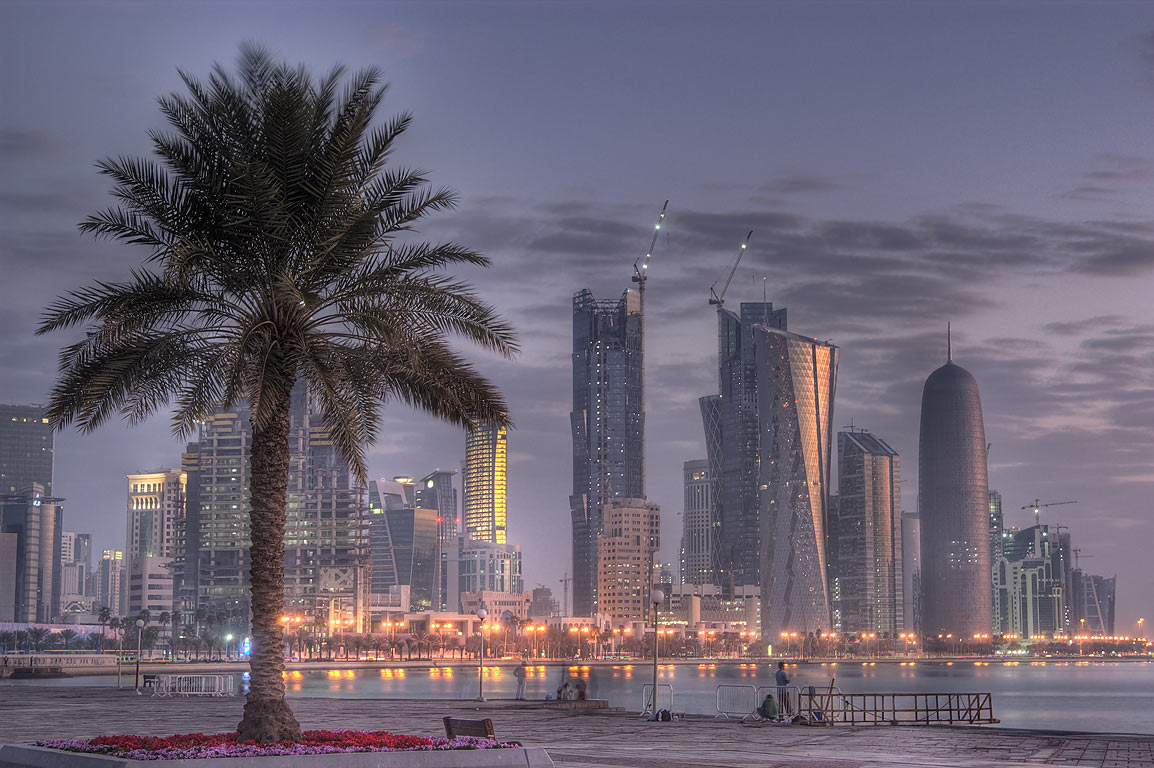
نمایی از خلیج غربی از کرنیش دوحه در یک شب ابری
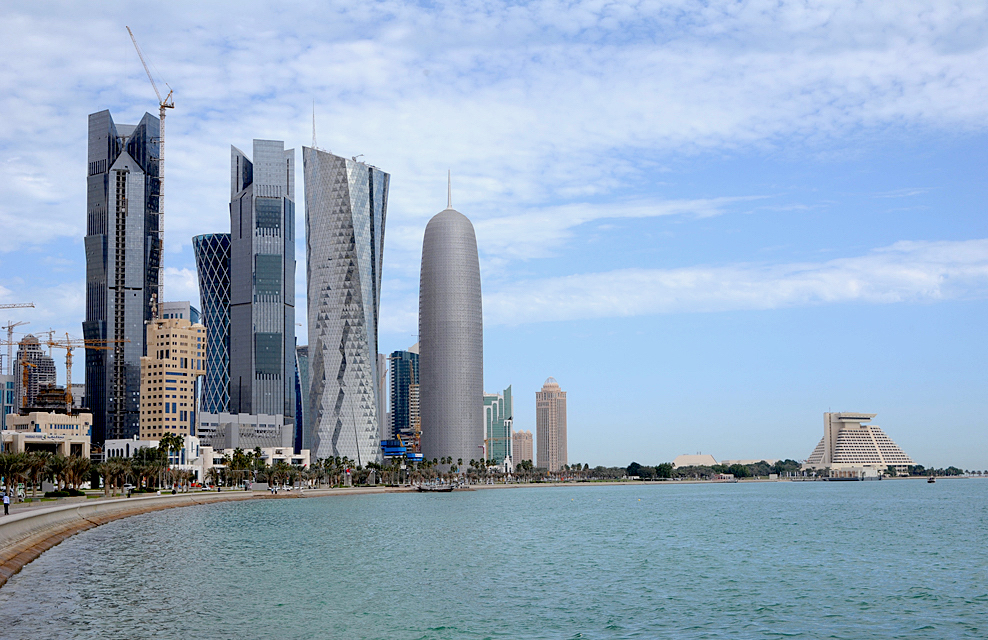
نمای کلی از طول تفرجگاه کرنیش
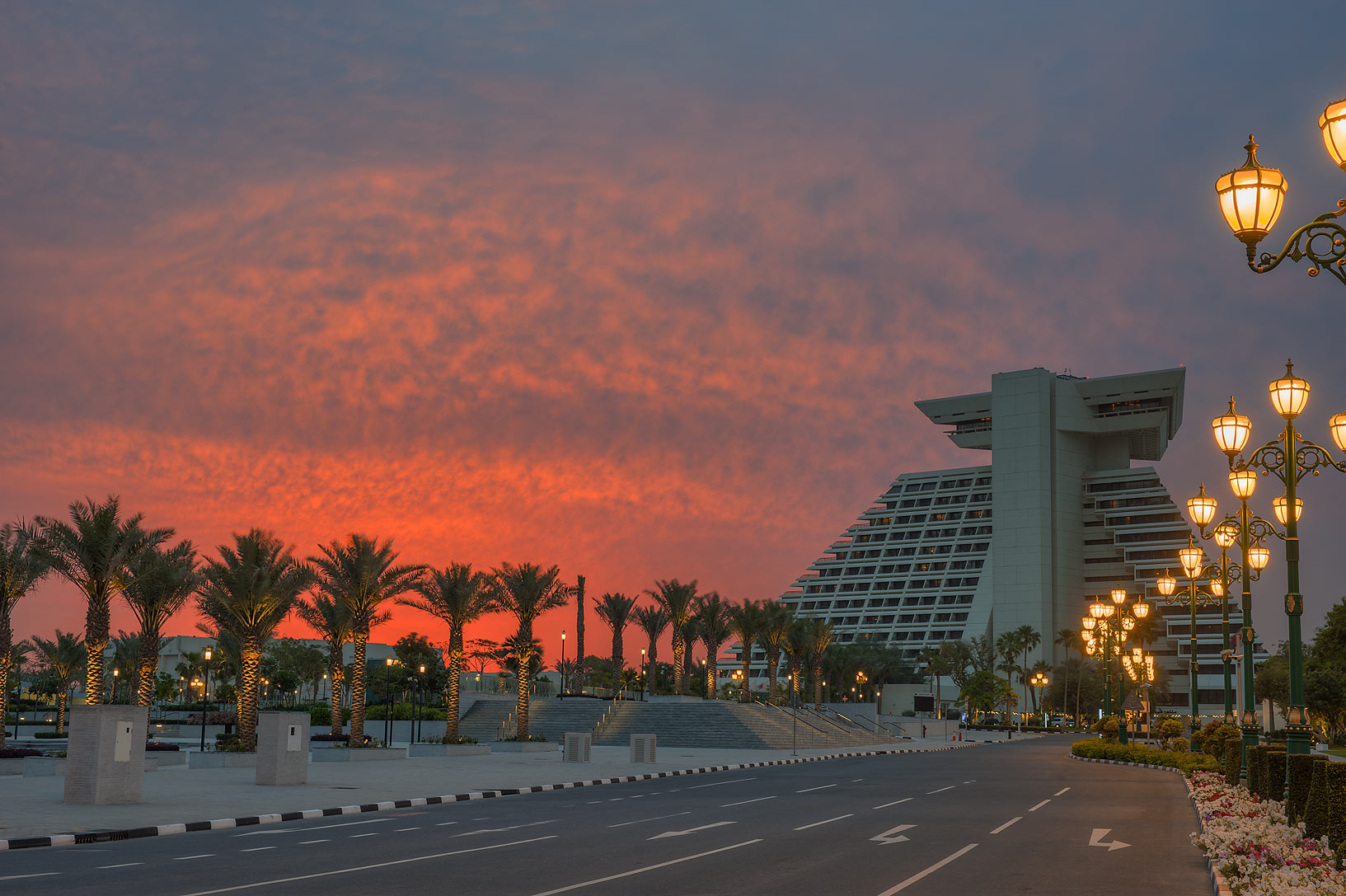
ورودی به هتل شرایتون نمادین
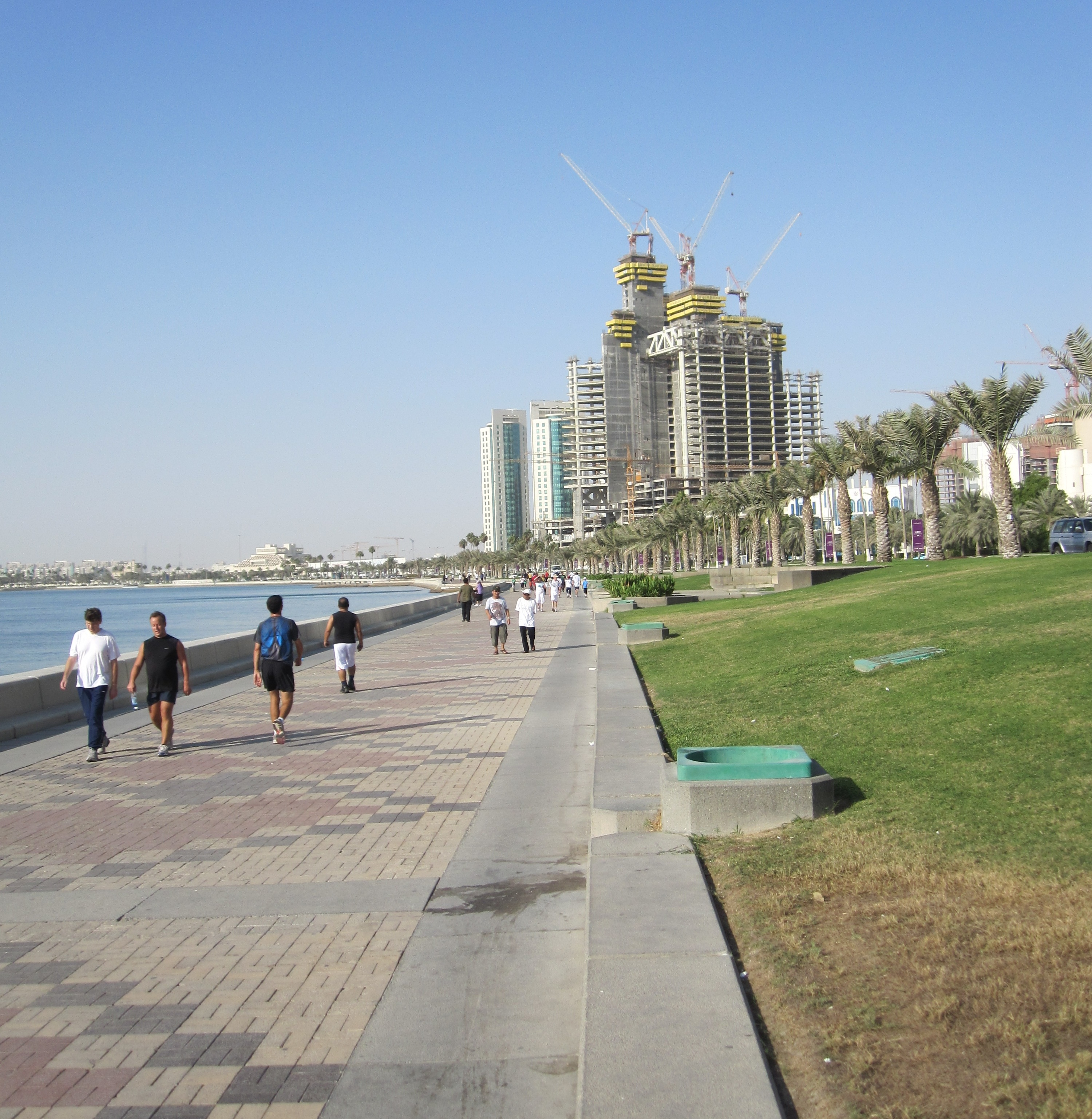
مسیر راه رفتن/دویدن آهسته در امتداد ساحل کرنیش